# ممدوح عدوان
ممدوح صبری عدوان (۱۹۴۱–۲۰۰۴) استاد دانشگاه، نویسنده، شاعر و نمایشنامه نویس اهل سوریه بود.

## زندگی
ممدوح عدوان در ۲۳ نوامبر ۱۹۴۱ در روستای کایرون در نزدیکی مصیاف در استان حماه به دنیا آمد. وی در سال ۱۹۶۶ از دانشگاه دمشق - گروه انگلیسی فارغ‌التحصیل شد. او از سال ۱۹۶۴ به عنوان روزنامه‌نگار برای روزنامه سوریه الثوره کار می‌کرد، اما می‌نوشت. او تا زمان مرگش در بسیاری از روزنامه‌ها و مجلات عربی سوریه مقاله داشت و تعدادی سریال دارد که از تلویزیون سوریه پخش می‌شد.
انتشار شعر را از سال ۱۹۶۴ در مجله الاداب لبنان و سایر مجلات عربی آغاز کرد و ۲۶ نمایشنامه به جای گذاشت که در تئاترهای سوریه و کشورهای مختلف عربی ارائه شدند و ۲۲ مجموعه شعر در مؤسسات انتشاراتی سوریه و عربی و دو مجموعه (مختارات) در قاهره منتشر کرد. ۳۰ کتاب در زمینه ادبیات، اندیشه و تئاتر به عربی ترجمه کرد و شش کتاب نثر در مورد وسواس‌های خود در ادبیات، هنر و زندگی منتشر کرد. علاوه بر این از ۱۹۹۲ به تدریس نمایشنامه نویسی در مؤسسه عالی هنرهای دراماتیک دمشق پرداخت.

## آثار

### تئاتر
```
کار - نمایشنامه منظوم - چاپ الجمهوریه.
```

```
محاکمه مردی که نجنگید.
```

```
چگونه شمشیر را رها کردی؟
```

```
شب برده.
```

```
هملت دیر بیدار می‌شود.
```

```
هیولاها آواز نمی‌خوانند
```

```
وضعیت جهان - یک مونودرام.
```

```
دختر زن
```

```
اگر فلسطینی بودی
```

```
لامپ - نمایشی برای معلولان جسمی.
```

```
دیدار ملکه
```

```
لاشخور - مونودرام.
```

```
رستاخیز - مونودرام.
```

```
آدمخوارها - مونودرام.
```

```
وراثت.
```

```
داستان‌های پادشاهان.
```

```
دستگیری طریف الحادی
```

```
رازها را بگو و روستاها را بگو.
```

```
ماسک.
```

```
سفر برلاک
```

```
جانور
```

```
ریما.
```

```
حمام
```

```
شوالیه و شاعر.
```

```
اختلاف فرهنگی.
```

```
سگ‌ها (مجموعه ای از نمایشنامه‌های کوتاه).
```

شعر
هشت مجموعه اول در سال ۱۹۸۱ در دو جلد توسط دارالعوده منتشر شد.
```
سایه سبز - ۱۹۶۷ - وزارت فرهنگ - دمشق.
```

```
تکان دادن دست‌های خسته - ۱۹۶۹ - اتحادیه نویسندگان عرب - دمشق.
```

```
خون به پنجره‌ها می‌کوبد - ۱۹۷۴ - 
وزارت اطلاعات
 - بغداد.
```

```
زمان غیرممکن می‌آید - ۱۹۷۴ - اداره فرهنگی - 
سازمان آزادیبخش فلسطین
.
```

```
آنها تو را دوست دارند فنفر - ۱۹۷۷ - اتحادیه نویسندگان عرب - دمشق.
```

```
مادرم در تعقیب قاتلش - ۱۹۷۷ - حلقه فرهنگی.
```

```
توضیح لازم است - ۱۹۷۹ - دارالکلیمه - بیروت.
```

ترس همیشگی - ۱۹۸۰ - دارالعودة - بیروت.
```
این هم من هستم - ۱۹۸۴ - اتحادیه نویسندگان عرب - دمشق.
```

```
شبی که در من است - ۱۹۸۷ - دارالاهلی - دمشق.
```

```
هرگز به تبعید - ۱۹۹۰ - حلقه فرهنگی.
```

```
راهی به رم نیست ـ۱۹۹۰
```

```
آواز قو
 / دو شعر / - الجزایر - ۱۹۹۷.
```

```
باد برای من خاطره دارد - ادبیات - بیروت - ۱۹۹۷م.
```

```
پرواز به سوی دیوانگی - الریس - بیروت - ۱۹۹۸م.
```

زندگی بر تو خیمه می‌زند ۱۹۹۹.
```
نوشتن مرگ - دار حیا - دمشق - ۲۰۰۰.
```

```
منتخب - آژانس مطبوعاتی عرب - قاهره - ۲۰۰۰.
```

```
منتخب معوقه کودکی - دارالعین - و اداره کل فرهنگ.
```

منتخب - خانه مرجع کتاب عمومی.
```
زندگی پراکنده - دار قدمها - ۱۳۸۳.
```

### رمان‌ها
```
قطع شده (رمان) - ۱۹۶۹ - اداره سیاسی (ارشاد اخلاقی) - دمشق.
```

```
دشمنان من (رمان) - الریس - بیروت - ۲۰۰۰.
```

### کتابها
```
در دفاع از جنون - چاپ اول: ۱۹۸۵.
```

```
الزیر سالم - ۱۹۹۸.
```

```
المتنبی در پرتو نمایش.
```

```
ما دن کیشوت هستیم - ۲۰۰۲.
```

```
یهودی سازی دانش - ۲۰۰۲.
```

```
سرزندگی انسان - دمشق - ۲۰۰۳.
```

```
جنون دیگری - دمشق - ۲۰۰۴.
```

```
وسواس شعر - ۲۰۰۷.
```

### ترجمه
مسلمانان در تاریخ آمریکا (نوشته جرالد دیرکس) (۲۰۱۰)
```
گلوبالیزم (۲۰۱۴) اثر Ngugi wa Thiong'o
```

شاعر در تئاتر، رونالد طاووس، نقد تئاتر، وزارت فرهنگ - دمشق
سفر به شرق رمان هرمان هسه بن رشد - بیروت
رمان چراغ‌های دریایی اثر هرمان هسه - امان.
شکنجه در طول اعصار برنادت جی هاروود پژوهش گفتگو - لاذقیه.
گزارش به گرکو -نیکلاس کازانتزاکیس، شرح حال ابن رشد - بیروت.
خیمه معجزه (زوربای برزیلی) نوشته جورج آمادو، رمان دارالعوده - بیروت.
بازگشت ملوان اثر جورج آمادو، رمان بازگشت - بیروت.
دربارهٔ کارگردانی تئاتر، هارولد کلرمن، تحقیقات تئاتری، خانه دمشق، دمشق.
کمدی ایتالیایی، پیر لویی دو شوتر، پژوهشی نمایشی، وزارت فرهنگ - دمشق - (ترجمه با همکاری شاعر علی کنعان).
طوفان سزار، نمایشی از وزارت فرهنگ - دمشق.
صبر سوزان (پستچی) اثر آنتونیو اسکارمینا، نمایشنامه ای از وزارت فرهنگ - دمشق.
مهابهاراتا اثر پیتر بروک، نمایشی از وزارت فرهنگ - دمشق.
صلاح الدین و عصر او، بی اچ نیوبی، تحقیق تاریخی، الجندی - دمشق.
شیخ و ویسام، فردیناند اویونو، یک رمان آفریقایی، فانوس دریایی - امان.
تاریخ شیطان نوشته ویلیام وودز، رمان سرباز - دمشق.
رقصیدن در دمشق، نانسی لیندسفرن، داستان‌های دارالمدا - دمشق
تاریخچه بازنمایی توبی کول / هلن کریش چنوی مطالعه مجتمع فرهنگی
شعر در پایان قرن (صدای دیگر) اثر اکتاویو پاز، مطالعه محدوده - دمشق
ادیسه (بازگشت اولیس) درک والکات (نوبل ۱۹۹۲) نمایشنامه شعر آل مدا - دمشق
جعل تاریخ اسرائیل کتاب مقدس و محو تاریخ فلسطین، کیث ویتلام، دار قدموس، دمشق
جورج اورول (بیوگرافی)، نوشته برنارد کریک، بیوگرافی بنیاد فرهنگی.
ایلیاد هومر یک مجموعه فرهنگی شاعرانه حماسی است
جورج اورول - بیوگرافی برنارد کریک بیوگرافی بنیاد فرهنگی
شیشه شکسته اثر آرتور میلر، نمایشنامه وزارت فرهنگ سوریه

### سریال تلویزیونی
```
دایره آتش
```

```
تار عنکبوت
```

```
شب ترسو
```

```
مشت من بهلول است
```

```
ناپدید شدن یک مرد
```

```
جنایت در خاطره (سریال)
```

```
نقاشی گم شده
```

```
یک داستان عاشقانه معمولی
```

```
دوکان الدنیا (سریال)
```

```
الزیر سالم (سریال)
```

```
ابوالطیب المتنبی (سریال)
```

```
گرداب (سریال)
```

### جوایز
```
او در سال ۱۳۷۶ برنده جایزه شعر عرار شد.
```

```
دریافت جایزه بنیاد عبدالعزیز سعود البابطین برای خلاقیت شاعرانه - ۱۹۹۸
```

```
او در جشنواره بین‌المللی تئاتر تجربی قاهره در دهمین دوره آن به عنوان یکی از کسانی که جنبش نمایشی عرب را غنی کرد مورد تقدیر قرار گرفت.
```

```
او در نمایشگاه کتاب قاهره در سال ۲۰۰۲ برای گلچین شعرش با عنوان «کودکی تأخیر» مورد تقدیر قرار گرفت.
```

```
وی در تاریخ ۷/۳/۲۰۰۳ در دمشق به عنوان پیشکسوت تئاتر ملی تجلیل شد.
```